# Ріверсайд (округ Колквітт, Джорджія)
Ріверсайд (англ. Riverside) — місто (англ. town) в США, в окрузі Колквіт штату Джорджія. Населення — 35 осіб (2010).

## Географія
Ріверсайд розташований за координатами 31°10′43″ пн. ш. 83°48′16″ зх. д. / 31.17861° пн. ш. 83.80444° зх. д. (31.178550, -83.804421).  За даними Бюро перепису населення США в 2010 році місто мало площу 0,55 км², з яких 0,54 км² — суходіл та 0,01 км² — водойми.

## Демографія
Згідно з переписом 2010 року, у місті мешкало 35 осіб у 15 домогосподарствах у складі 11 родини. Густота населення становила 64 особи/км².  Було 17 помешкань (31/км²).
Расовий склад населення:
| - 85,7 % — білих - 8,6 % — чорних або афроамериканців - 5,7 % — вихідців з тихоокеанських островів |

До двох чи більше рас належало 0,0 %. Частка іспаномовних становила 0,0 % від усіх жителів.
За віковим діапазоном населення розподілялося таким чином: 11,4 % — особи молодші 18 років, 62,9 % — особи у віці 18—64 років, 25,7 % — особи у віці 65 років та старші. Медіана віку мешканця становила 52,2 року. На 100 осіб жіночої статі у місті припадало 94,4 чоловіків;  на 100 жінок у віці від 18 років та старших — 82,4 чоловіків також старших 18 років.
Цивільне працевлаштоване населення становило 12 особи. Основні галузі зайнятості: сільське господарство, лісництво, риболовля — 33,3 %, виробництво — 16,7 %, фінанси, страхування та нерухомість — 16,7 %.